# 争取社会主义行动工人组织
争取社会主义行动工人组织（英語：Workers Organisation for Socialist Action）是南非的一个已不存在的托洛茨基主义组织。该组织成立于1990年4月，由Neville Alexander领导。该组织成立后不久，就与英国托洛茨基主义组织争取工人自由联盟建立了联系。为应对1994年南非大选，该组织建立了“工人名单党”，但该党在这次选举中仅得票4169张。不久，工人名单党便解散。该组织曾是第四国际同情组织。